# Yasin Özcan
Yasin Özcan (* 20. dubna 2006) je turecký profesionální fotbalista, který hraje na pozici středního nebo levého obránce za klub Kasımpaşa SK.

## Klubová kariéra
Özcan je mládežnickým produktem klubů İl Özel İdaresispor a Karadolap Gençlikspor. V roce 2018 přestoupil do akademie Kasımpaşy. Svou první profesionální smlouvu s Kasımpaşou podepsal v létě 2022 ve věku 16 let až do roku 2025. Svůj profesionální debut si odbyl jako náhradník při prohře 0:4 v Süper Lig s İstanbul Başakşehir 8. srpna 2022. Svůj první seniorský gól vstřelil 21. ledna 2023 při prohře 1:3 s İstanbulem Başakşehir ve věku 16 let a 276 dní a stal se nejmladším střelcem turecké ligy v této sezóně a jedním z nejmladších střelců v Evropě. 11. října 2023 byl anglickým deníkem The Guardian vyhlášen jedním z nejlepších hráčů na světě narozených v roce 2006.

## Reprezentační kariéra
Özcan je mládežnický reprezentant Turecka. Svou zemi reprezentoval až do reprezentace do 21 let.